# 長徳佳崇
長徳 佳崇（ちょうとく よしたか、1980年9月10日 - ）は日本のプロモデラー。「チョートクヨシタカ」と記載されることもある。有限会社モデリウム取締役。埼玉県出身、千葉県在住。

## 来歴
艦船模型をメインにガンプラやエアモデル、AFV(装甲戦闘車両)などの制作も行っている。学生時代から艦船模型の完成品を販売しながらニコニコ生放送などで配信をしていた。
2005年にプロモデラーとしてデビュー。2008年の28歳の時にモデルアート社の模型雑誌「艦船模型スペシャル」で連載を持つ。ホビージャパンなどの模型雑誌でも数多くの作品を挙げており、2019年4月19日に発売された「ホビージャパンメカニクス03」ではMGフルアーマーガンダムで表紙を飾った。ガンプラでは艦船模型での技術を活かした水汚しなどを得意としている。
ニコニコ生放送の配信で知り合った有限会社モデリウムの現代表取締役と2014年10月に有限会社モデリウムをスタートさせ、模型事業と通販事業を開始した。
ニコニコ生放送で放送している「新井模型店」にてレギュラーを務めている。またオオゴシトモエとダブルMCを務める「TOYラジ」もニコニコ生放送やYouTubeから配信し、アオシマのEF66の制作動画などもYouTubeで投稿されている。YouTubeの「吉本プラモデル部」のチャンネルには準レギュラーとして出演している。ツイキャスでは不定期に配信をしている。こちらでは雑談をメインとし、イベントや出演コンテンツの告知を行っている。
2020年3月14日、初の単独ワークショップを開催。

## 出演作品
フジテレビワンツーネクスト
- プラモつくろうCUSTOM SP-10　 ～艦船～奇跡の駆逐艦 vs 不死身の航空母艦
- プラモつくろうCUSTOM SP-16　～艦船モデル～　戦艦「金剛」
- プラモつくろうCUSTOM SP-22　艦船モデル「大和」
- プラモつくろうCUSTOM SP-26　艦船モデル「たかなみ」